# FTSV Straubing
FTSV Straubing är en idrottsförening från Straubing, Bayern, Tyskland. Föreningen bildades 2 december 1922. Den förbjöds av nazisterna, men återskapades 10 februari 1946. Föreningen är aktiv inom många sporter. Dess damlag i volleyboll går under namnet NawaRo Straubing och spelar i högsta serien.